# چن لو تسو
چن لو تسو (انگلیسی: Chen-Lu Tsou; ۱۷ مهٔ ۱۹۲۳ – ۲۳ نوامبر ۲۰۰۶) دانشمند در زمینه زیست‌شیمی اهل چین و از دانش‌آموختگان دانشگاه کمبریج بود.